# Diachasmimorpha olgae
Diachasmimorpha olgae är en stekelart som först beskrevs av Vladimir Ivanovich Tobias 1998.  Diachasmimorpha olgae ingår i släktet Diachasmimorpha och familjen bracksteklar. Inga underarter finns listade i Catalogue of Life.